# 林昌寺 (恵那市)
醫王山　林昌寺（りんしょうじ）は、岐阜県恵那市山岡町久保原にある曹洞宗の寺院。山号は 醫王山。恵那三十三観音霊場二十二番、中部四十九薬師霊場二十七番。

## 歴史
伝承によれば、鎌倉時代末期の文保元年（1317年）、丹波から草伯という僧が行基作の薬師如来像を携えて久保原村に来た。久保原村の百姓の與作が草伯に帰依し、草庵を建てて奉仕したのが始まりとされる。
その後、村人たちの努力によって天台宗の醫王山 瑠璃光寺が建立された。
この薬師如来像が瑠璃光寺の本尊となり、後に林松寺(林昌寺)の本尊となった。
瑠璃光寺は、天文年間(1532～1555年)、兵火に罹り七堂伽藍が焼失した。
本尊の薬師如来は、古野川の岩窟に隠されたため無事であった。また焼け残った正観音と阿弥陀仏も共に、中西城(久保原城)主の遠山左京之進の母の実松宗貞禅尼が、瑠璃光寺の恵月坊の跡地に恵月庵を建てて祀ったが、
天正2年(1574年)、武田勝頼の東濃侵攻の際に兵火に罹り恵月庵は焼失した。
寛永2年（1625年）、馬場山田にある盛久寺三世の龍山長雲が、瑠璃光寺の址に寺を建立して恵月庵にあった薬師如来を迎えて本尊とし、醫王山　林松寺と名付けて、龍山長雲の法嗣である舜山天暁を初代住持とした。
その後、盛久寺十二世の自回厳道は、法地に昇格させることを考えて、久保原村の豪農の熊谷善兵衛に等の助力を得て、
天明2年(1782年)、大殿を再建して法地に昇格させたうえで、自らが法地の第一世となったが林松寺には在寺せず、弟子の瑤山大瑩を住持とした。
瑤山大瑩は、堂宇や仏具を整え、天明8年(1788年)には、口径一尺五寸八分の梵鐘を鋳造して寺が完成した。当時の堂宇は以下の様であった。
- 本堂　　　　縦六間半、横五間半　茅葺
- 庫裡　　　　縦十間、　横四間半　茅葺
- 隠寮　　　　縦五間、　横三間半　茅葺
- 鐘楼門　　　縦二間、　横一間半　茅葺
- 物置　　　　縦二間半、横二間　　茅葺
- 長屋　　　　縦四間半、横二間　　茅葺
- 小屋　　　　縦二間半、横一間半　茅葺

なお寺号は、初めは林松寺であり、時には林昌寺とも書いたが、明治以後に林昌寺とした。
この周辺には多くの五輪塔や宝篋印塔があったが、現在は林昌寺の入口右側にある爪切地蔵の周辺に集められている。原形を保っているものは殆ど無いが、20数基分が残っている。
瑠璃光寺の僧や中西城の関係者の墓と考えられる。

### 文化財
寺の創建時に建てられた鐘楼門と鎌倉時代の薬師如来座像が恵那市の文化財に指定されている。